# Rudolf Mansfeld
Rudolf Mansfeld  (Berlín, 17 de enero de 1901 - 1960) fue un botánico, agrónomo, y curador alemán.
Fue taxónomo en Berlin-Dahlem, y luego de la Segunda Guerra Mundial se muda a Gatersleben estudiando taxonomía de plantas cultivadas, haciendo revisiones por ej. de la variación infraespecífica del trigo y de la cebada, estableciendo una fructífera síntesis del manejo genómico y la taxonomía de las especies cultivadas.
Su reiteradamente reeditada "Mansfeld’s Encyclopedia of Agricultural & Horticultural Crops" se edita en inglés (ed. P Hanelt, Instituto de Genética Vegetal e Investigación de Cultivos Gatersleben), con 3.700 pp. Y en actualidad, se encuentra como "Base de datos en Internet" para consultas sobre 6.100 especies cultivadas 
También fue redactor jefe del periódico germano “Die Kulturpflanze”, predecesor de GRACE, del comienzo (vol. 1, 1953) hasta su último ejemplar vol. 8, 1960.

## Algunas publicaciones
- r. Mansfeld. 1934. "Kegeliella kupperi," En: Repertorium Speciarum Novarum Regni Veg. 36: 60
- ----------------. 1936]. Die Benennung der Orchideenhybriden (Nombramiento de orquídeas híbridas). 3 pp.
- ----------------. 1937. Uber das System der Orchidaceae-Monandrae. Notizblatt des Koniglichen Bot. Gartens & Museums zu Berlin-Dahlem 13: 666-676
- ----------------. 1938/1939. Zur Nomenklatur der Farn- und Blütenpflanzen Deutsch-lands I-XII. - Feddes Repert. 44-52
- ----------------. 1949. Die Technik der wissenschaftlichen Pflanzenbenennung. Aka-demie-Verlag, Berlín, 116 pp.
- ----------------. 1950. Das morphologische System der Saatgerste, Hordeum vulgareL. s.l. Züchter 20, 8-24
- ----------------. 1954. Die Obst liefernden Blasenkirschen (Physalis). En: Der Züchter. Band 24, Heft I. Springer Berlin / Heidelberg. pp. 1-4, ISSN 0040-5752
- ----------------. 1955. Über die Verteilung der Merkmale innerhalb der Orchidaceae-Monandrae. Flora 142: 65-80
- ----------------. 1959. Vorläufiges Verzeichnis landwirtschaftlich oder gärtnerisch kultivierter Pflanzenarten (excluidas plantas ornamentales). Kulturpflanze, Beih. 2, 659 pp.
- ----------------. 1962. Über „alte“ und „neue“ Systematik der Pflanzen. Kulturpflanze Beih. 3, 26-46
- ----------------. 1962. Dem Andenken Rudolf Mansfelds (1901-1960). 19 pp.
- ----------------. [1973. Blütenanalysen neuer Orchideen: Indische und malesische Orchideen (Análisis de nuevas orquídeas: orquídeas indias y malayas), vol. 4. Con Rudolf Schlechter. Ed. Koeltz
- ----------------. 2001. Addenda, References, Índices volume 6 of Mansfeld's encyclopedia of agricultural and horticultural crops : (except ornamentals). Eds. Peter Hanelt & Institute of Plant Genetics and Crop Plant Research. Springer, 820 pp.

## Eponimia
Especies, entre ellas
- (Euphorbiaceae) Croton mansfeldii Urb.[1]
- (Melastomataceae) Medinilla mansfeldii Bakh.f.[2]
- (Polygonaceae) Coccoloba mansfeldii O.C.Schmidt[3]